# Контрада Бањи (Беневенто)
Контрада Бањи је насеље у Италији у округу Беневенто, региону Кампанија.
Према процени из 2011. у насељу је живело 42 становника. Насеље се налази на надморској висини од 55 м.